# 세인트조지구 (앤티가 바부다)

세인트조지구의 위치

세인트조지구(영어: Saint George Parish)는 앤티가 바부다의 앤티가섬에 위치한 구로 행정 중심지는 피고츠이며 면적은 24.41km2, 인구는 6,673명(2001년 기준)이다.